# Knut Lambert
Knut Lambert, född Knut Lambert Larsson 18 september 1864 i Storkyrkoförsamlingen i Stockholm, död där 7 december 1941, var en svensk regissör och skådespelare.
Lambert studerade vid Kungliga teaterns balett 1876, han var figurant 1881–1886 och elev vid Kungliga teaterns elevskola 1884–1886. Efter att ha arbetat vid teatrar i Stockholm och Göteborg 1887–1891 var han 1891–1899 anställd vid Södra Teatern, en tid arbetade han för Albert Ranft och 1904–1919 tillhörde han Dramatiska teatern.
Han filmdebuterade 1906 och kom att medverka i 40 filmproduktioner.
Han var från 1894 gift med skådespelaren Helfrid Sundqvist. De är begravda på Norra begravningsplatsen utanför Stockholm.

## Filmografi
- 1906 – Lika mot lika
- 1910 – Göteborgarens Marstrandsresa
- 1924 – Ödets man
- 1924 – Gösta Berlings saga
- 1925 – Damen med kameliorna
- 1925 – Styrman Karlssons flammor
- 1925 – Karl XII
- 1926 – Mordbrännerskan
- 1926 – Farbror Frans
- 1927 – Drottningen av Pellagonien
- 1927 – Ungdom
- 1927 – En perfekt gentleman
- 1927 – Hans engelska fru
- 1928 – Parisiskor
- 1928 – Synd
- 1930 – Ulla, min Ulla
- 1931 – Flickan från Värmland
- 1931 – Falska miljonären
- 1931 – Hans Majestät får vänta
- 1931 – Trötte Teodor
- 1933 – En melodi om våren
- 1934 – Kungliga Johansson
- 1934 – Sången till henne
- 1934 – Simon i Backabo
- 1935 – Larsson i andra giftet
- 1936 – På Solsidan
- 1937 – Familjen Andersson
- 1937 – Konflikt
- 1937 – Än leva de gamla gudar
- 1938 – Styrman Karlssons flammor
- 1938 – Bara en trumpetare
- 1938 – En kvinnas ansikte
- 1938 – Fram för framgång
- 1939 – Valfångare
- 1939 – Mot nya tider
- 1939 – Filmen om Emelie Högqvist
- 1940 – Mannen som alla ville mörda
- 1940 – Romans
- 1941 – Hem från Babylon

### Regi
- 1906 – Lika mot lika

## Teater

### Roller (ej komplett)
| År   | Roll                        | Produktion                                                               | Regi            | Teater                  |
| ---- | --------------------------- | ------------------------------------------------------------------------ | --------------- | ----------------------- |
| 1889 | Löjtnant Gulbrandsen        | Ett köpmanshus i skärgården Frans Hedberg                                | Albert Ranft    | Stora Teatern, Göteborg |
| 1899 | Cascaret, student           | Rocamboles arvingar Charles Varin                                        |                 | Södra Teatern           |
| 1899 | Lindebarnet                 | Den stora sträjken, revy                                                 |                 | Södra Teatern           |
| 1900 | Henri de Cintray            | Colinette G. Lenotre och Gabriel Martin                                  |                 | Vasateatern             |
| 1901 | Albert Rylander, bokhållare | Stiliga Agusta Gustaf af Geijerstam                                      | Albert Ranft    | Södra Teatern           |
| 1902 |                             | Primadonnan Charles Weinberger, Bernhard Buchbinder och Josef Wattke     |                 | Olympiateatern          |
| 1902 |                             | Pariserpojken Jean-François Bayard och Émile Vanderbruch                 |                 | Olympiateatern          |
| 1903 |                             | Hattmakarens bal Selfrid Kinmanson                                       |                 | Olympiateatern          |
| 1903 | Sockerbagaren               | Clairette i dragonlägret Victor Roger, Hippolyte Raymond och Antony Mars |                 | Olympiateatern          |
| 1903 | Kumlin                      | Stabstrumpetaren Frans Hedberg                                           |                 | Olympiateatern          |
| 1906 |                             | Med storm Maurice Donnay                                                 |                 | Dramatiska Teatern      |
| 1908 | Jodelet                     | De löjliga preciöserna Molière                                           | Emil Grandinson | Dramaten                |
| 1915 | Fouques                     | Äventyret Gaston Arman de Caillavet och Robert de Flers                  | Karl Hedberg    | Dramaten                |
| 1920 | Reinecke                    | Det röda bandet Carl Mathern och Toni Impekoven                          | Karl Hedberg    | Dramaten                |
| 1920 | Grandauer                   | Markis von Keith Frank Wedekind                                          | Karl Hedberg    | Dramaten                |
| 1920 | Joseph                      | Låt oss skiljas Victorien Sardou och Émile de Najac                      | Karl Hedberg    | Dramaten                |
| 1921 | En hovmästare               | Resan till Le Havre Louis Verneuil                                       | Tor Hedberg     | Dramaten                |
| 1921 | d'Esteuil                   | Hemkomsten Robert de Flers och Francis de Croisset                       | Karl Hedberg    | Dramaten                |